# Carl Muusmann
Carl Quistgaard Muusmann (født 9. juni 1863 i Slesvig by, død 11. juni 1936 i København) var en dansk forfatter og journalist. Han huskes bl.a. for sine skildringer af Københavns historie.
Muusmann var søn af adjunkt Morten Quistgaard Muusmann (1822-1917), der var lærer ved Katedralskolen i Slesvig by, og Marie Sophie Frederikke de Linde (1838-1928). Efter 2. slesvigske krig blev faderen forflyttet til Roskilde, hvor Carl Muusmann i 1882 blev student fra Roskilde Katedralskole og året efter tog filosofikum. Efter at være blevet student tog han fat på at studere jura, men ombyttede snart studiet med en fast journalistisk virksomhed, 1883-96 ved Avisen, som han var blevet fastansat ved, derefter ved Vort Land indtil 1919 og til sidst ved Nationaltidende. Han arbejdede en kort tid ved Berlingske Tidende. Muusmann var en konservativ natur og befandt sig bedst som medarbejder ved højrepressen.
1887 debuterede han med novellesamlingen Forfløjne Pile, der fulgtes af flere andre. I disse og i en række større fortællinger — Bondekunstneren (1894), Lovens Arm (1896), Tretten Trumfer (1899), Den flyvende Cirkus (1906), Gøglervognen (1919) osv. — har han givet kvikke og tiltalende, om end ikke særlig dybtgående skildringer af sin danske samtid, hvis forskellige fænomener han med journalistens sans for det aktuelle forstod at gribe i farten og bearbejder med en vis opfindsomhed. Han var til gengæld en pionér på kriminalromanens område, hvor han samtidigt med Palle Rosenkrantz udgav seks bøger inden for denne genre. Hans Fange No. 113 (1903) dannede udgangspunkt for Carl Th. Dreyers manuskript til en stumfilm med samme titel fra 1917. Også i science fiction-genren var Muusmann aktiv med romanen Nordpolens Hemmelighed (1908). 
1888-89 og flere gange senere var han i Paris og oversatte adskillige franske romaner til dansk. Hans begejstring for fransk kultur viste sig bl.a. en en række bøger om Napoleon III's tid.
Det øvrige lettere boheme- og hovedstadsliv var hans speciale både som forfatter og journalist; dets historiker har han været i bl.a. Firsernes glade Kjøbenhavn (1920) og Halvfemsernes glade Kjøbenhavn (1921).
Han skrev også folkekomedien De grønne Drenge (opført på Det ny Teater 1924) og dramatiseringen af De smaa Landstrygere, der blev opført mange gange.
I 1933 blev han Ridder af Dannebrog. Han døde i 1936 og er begravet på Solbjerg Parkkirkegård.

## Udvalgte udgivelser
- Forfløjne Pile, 1887 (noveller).
- Bondekunstneren, 1894.
- Lovens Arm, 1896.
- Tretten Trumfer, 1899.
- Fange No. 113, 1903.
- Den flyvende Cirkus, 1906.
- Sherlock Holmes paa Marienlyst, 1906 (pastiche).
- Nordpolens Hemmelighed, 1908 (roman).
- Københavns Nøgler, 1912 (roman).
- Matadora, 1914[1]
- Filmens Datter, 1914.
- Loulous Øjne, 1916 (roman).
- Fra Sedan til Verdun, 1916.
- Den russiske Kejserfamilies Tragedie, 1917.
- En miskendt Storhed. Napoleon den tredies Liv og Levned, 1918.
- So sprach der Kaiser, 1918.
- Hohenzollernes sidste Dage, 1919.
- Gøglervognen, 1919.
- Firsernes glade Kjøbenhavn, 1920.
- Halvfemsernes glade Kjøbenhavn, 1921.
- Da København blev voksen, 1932.
- Da Storkøbenhavn var lille, 1933.